# Linia kolejowa Schönebeck – Güsten
Linia kolejowa Schönebeck – Güsten – jednotorowa, lokalna i częściowo zelektryfikowana linia kolejowa biegnąca przez teren kraju związkowego Saksonia-Anhalt, w Niemczech. Łączy Schönebeck (Elbe) z Güsten.